# Montreux Volley Masters de 2011
El  XXIII Montreux Volley Masters se celebró en Montreux, Suiza entre del 7 al 12 de junio del 2011. En este torneo participaron 8 equipos.

## Equipos participantes
| Grupo A        | Grupo B      |
| -------------- | ------------ |
| Alemania       | Cuba         |
| China          | Países Bajos |
| Perú           | Italia       |
| Estados Unidos | Japón        |

## Primera fase

### Grupo A

#### Resultados
| Fecha    | Encuentro                 | Resultado | Set   | Set   | Set   | Set   | Set   |  |
| Fecha    | Encuentro                 | Resultado | 1     | 2     | 3     | 4     | 5     |  |
| -------- | ------------------------- | --------- | ----- | ----- | ----- | ----- | ----- |  |
| 07-07-11 | Estados Unidos - Perú     | 3 - 1     | 25-7  | 24-26 | 25-11 | 25-19 |       |  |
| 07-07-11 | China - Alemania          | 3 - 2     | 25-23 | 25-27 | 26-24 | 22-25 | 15-11 |  |
| 08-07-11 | Perú - Alemania           | 0 - 3     | 20-25 | 10-25 | 20-25 |       |       |  |
| 09-07-11 | China - Perú              | 3 - 1     | 25-17 | 23-25 | 25-16 | 25-15 |       |  |
| 09-07-11 | Alemania - Estados Unidos | 2 - 3     | 19-25 | 25-22 | 23-25 | 25-15 | 14-16 |  |
| 10-07-11 | Estados Unidos - China    | 2 - 3     | 27-25 | 14-25 | 25-19 | 21-25 | 11-15 |  |

#### Clasificación
| Pos | Equipo         | PJ | PG | PP | SF | SC | PTS |
| --- | -------------- | -- | -- | -- | -- | -- | --- |
| 1   | China          | 3  | 3  | 0  | 9  | 5  | 7   |
| 2   | Estados Unidos | 3  | 2  | 1  | 8  | 6  | 6   |
| 3   | Alemania       | 3  | 1  | 2  | 7  | 6  | 5   |
| 4   | Perú           | 3  | 0  | 3  | 2  | 9  | 0   |

### Grupo B

#### Resultados
| Fecha    | Encuentro             | Resultado | Set   | Set   | Set   | Set   | Set   |
| Fecha    | Encuentro             | Resultado | 1     | 2     | 3     | 4     | 5     |
| -------- | --------------------- | --------- | ----- | ----- | ----- | ----- | ----- |
| 07-07-11 | Italia - Cuba         | 1 - 3     | 20-25 | 27-29 | 25-23 | 22-25 |       |
| 08-07-11 | Países Bajos - Cuba   | 0 - 3     | 23-25 | 16-25 | 24-26 |       |       |
| 08-07-11 | Japón - Italia        | 3 - 0     | 25-17 | 25-19 | 25-20 |       |       |
| 09-07-11 | Japón - Países Bajos  | 3 - 2     | 20-25 | 27-29 | 25-18 | 25-17 | 16-14 |
| 10-07-11 | Italia - Países Bajos | 1 - 3     | 25-24 | 24-26 | 14-25 | 24-26 |       |
| 10-07-11 | Cuba - Japón          | 3 - 2     | 15-25 | 19-25 | 25-20 | 25-20 | 15-10 |

#### Clasificación
| Pos | Equipo       | PJ | PG | PP | SF | SC | PTS |
| --- | ------------ | -- | -- | -- | -- | -- | --- |
| 1   | Cuba         | 3  | 3  | 0  | 9  | 3  | 8   |
| 2   | Japón        | 3  | 2  | 1  | 8  | 5  | 6   |
| 3   | Países Bajos | 3  | 1  | 2  | 5  | 7  | 4   |
| 4   | Italia       | 3  | 0  | 3  | 2  | 9  | 0   |

## Fase final

### Final 5° puesto
|  | Lugares 5-8  | Lugares 5-8  |   |  | 5º puesto    | 5º puesto |  |
|  |              |              |   |  |              |           |  |
|  |              |              |   |  |              |           |  |
|  |              |              |   |  |              |           |  |
|  | Alemania     | 3            |   |  |              |           |  |
|  | Italia       | 1            |   |  |              |           |  |
|  |              |              |   |  |              |           |  |
|  |              |              |   |  |              |           |  |
|  |              |              |   |  | Alemania     | 1         |  |
|  |              | Países Bajos | 3 |  |              |           |  |
|  |              |              |   |  |              |           |  |
|  |              |              |   |  |              |           |  |
|  |              |              |   |  | Tercer lugar |           |  |
|  |              |              |   |  |              |           |  |
|  | Países Bajos | 3            |   |  |              |           |  |
|  | Perú         | 1            |   |  |              |           |  |

#### Resultados
| Fecha    | Encuentro               | Resultado | Set   | Set   | Set   | Set   | Set |
| Fecha    | Encuentro               | Resultado | 1     | 2     | 3     | 4     | 5   |
| -------- | ----------------------- | --------- | ----- | ----- | ----- | ----- | --- |
| 11-06-11 | Alemania - Italia       | 3 - 1     | 25-8  | 25-17 | 25-27 | 25-20 |     |
| 11-06-11 | Países Bajos - Perú     | 3 - 1     | 25-23 | 26-24 | 24-26 | 25-20 |     |
| 12-06-11 | Alemania - Países Bajos | 1-3       | 20-25 | 25-15 | 18-25 | 26-28 |     |

### Final 1° y 3º puesto
|  | Semifinales    | Semifinales |   |       | 1º puesto      | 1º puesto |  |
|  |                |             |   |       |                |           |  |
|  |                |             |   |       |                |           |  |
|  |                |             |   |       |                |           |  |
|  | China          | 0           |   |       |                |           |  |
|  | Japón          | 3           |   |       |                |           |  |
|  |                |             |   |       |                |           |  |
|  |                |             |   |       |                |           |  |
|  |                |             |   |       | Japón          | 3         |  |
|  |                | Cuba        | 0 |       |                |           |  |
|  |                |             |   |       |                |           |  |
|  |                |             |   |       |                |           |  |
|  |                |             |   |       | 3º puesto      |           |  |
|  |                |             |   |       |                |           |  |
|  | Cuba           | 3           |   | China | 3              |           |  |
|  | Estados Unidos | 1           |   |       | Estados Unidos | 1         |  |

#### Resultados
| Fecha    | Encuentro              | Resultado | Set   | Set   | Set   | Set   | Set |
| Fecha    | Encuentro              | Resultado | 1     | 2     | 3     | 4     | 5   |
| -------- | ---------------------- | --------- | ----- | ----- | ----- | ----- | --- |
| 11-06-11 | China - Japón          | 0- 3      | 22-25 | 19-25 | 23-25 |       |     |
| 11-06-11 | Cuba - Estados Unidos  | 3 - 1     | 25-18 | 25-22 | 17-25 | 26-24 |     |
| 12-06-11 | China - Estados Unidos | 3 - 1     | 20-25 | 25-15 | 25-18 | 28-26 |     |
| 12-06-11 | Japón - Cuba           | 3 - 0     | 26-24 | 25-18 | 25-18 |       |     |

## Clasificación general
| Pos | Equipo         |
| --- | -------------- |
| 1   | Japón          |
| 2   | Cuba           |
| 3   | China          |
| 4   | Estados Unidos |
| 5   | Países Bajos   |
| 6   | Alemania       |
| 7   | Italia         |
| 7   | Perú           |

| Predecesor: Montreux 2010 | Montreux Volley Masters XXIII edición | Sucesor: En proceso |

## Distinciones individuales
| Distinción      | Nombre             | Equipo       |
| --------------- | ------------------ | ------------ |
| MVP             | Hitomi Nakamichi   | Japón        |
| Mejor anotadora | Christiane Fürst   | Alemania     |
| Mejor ataque    | Yukiko Ebata       | Japón        |
| Mejor bloqueo   | Christiane Fürst   | Alemania     |
| Mejor servicio  | Nana Iwasaka       | Japón        |
| Mejor armadora  | Elena Keldibekova  | Perú         |
| Mejor recepción | Janneke van Tienen | Países Bajos |
| Mejor líbero    | Janneke van Tienen | Países Bajos |

| Predecesor: Río de Janeiro 2007 | Juegos Panamericanos XV edición | Sucesor: Toronto 2015 |